# Leucanopsis maccessoya
Leucanopsis maccessoya là một loài bướm đêm thuộc phân họ Arctiinae, họ Erebidae.